# Matt Targett (Schwimmer)
Matthew Stephen C. „Matt“ Targett  (* 24. Dezember 1985 in Chertsey, Surrey) ist ein australischer Freistilschwimmer.
Matt Targett brach im Februar 2008 als fünfter australischer Schwimmer die 49-Sekunden-Grenze auf der 100-m-Freistilstrecke. In guter Form konnte er sich für die Olympischen Sommerspiele 2008 in Peking qualifizieren, wo er über drei Strecken antrat. Mit der 4 × 100-m-Freistilstaffel erreichte er seinen größten internationalen Erfolg und gewann die Bronzemedaille. Über 100 m Freistil erreichte Targett das Finale, in dem er Siebter wurde. Mit der 4 × 100-m-Lagenstaffel erreichte er das Finale, wurde aber dort beim Gewinn der Silbermedaille nicht eingesetzt. Im Jahr darauf trat er bei den Schwimmweltmeisterschaften 2009 in Rom an und gewann über 50 m Schmetterling die Silbermedaille und mit der 4 × 100-m-Lagenstaffel die Bronzemedaille. Mit der 4 × 100-m-Freistilstaffel belegte er den achten und damit letzten Platz im Finale.